# 恋するブロンド・キャスター
『恋するブロンド・キャスター』（原題:Walk of Shame）は2014年に公開されたアメリカ合衆国のコメディ映画である。監督はスティーヴン・ブリル、主演はエリザベス・バンクスが務めた。
本作には1500万ドルの製作費が投じられたが、北米市場では6万ドル弱しか回収できなかった。

## 概略
地方局でキャスターとして働くリポーターのメーガン・マイルズはニュースキャスターになることを目標に日々努力していた。そんなある日、メーガンは恋人から別れを切り出されてしまった。傷心のメーガンは酒場で出会ったハンサムな男性（ゴードン）と意気投合し、そのままベッドを共にした。翌朝、メーガンが自宅に帰ろうとしたところ、自分の車がレッカー移動されたことを知った。運の悪いことに、その中にはメーガンの財布があった。やむなく、メーガンはタクシーで車の引き取り場所に行こうとしたが、寝ぼけていた運転手が住所を勘違いしたため、見知らぬ場所に連れて行かれてしまった。
折悪しく、メーガンは8時間後にキャスター登用試験の受験を控えていた。本作はあらゆる手段を駆使して時間通りにテレビ局に辿り着こうとするメーガンの姿を描き出していく。

## キャスト
- エリザベス・バンクス - メーガン・マイルズ
- ジェームズ・マースデン - ゴードン
- ジリアン・ジェイコブズ - ローズ
- サラ・ライト - デニス
- イーサン・サプリー - デイヴ
- オリヴァー・ハドソン - カイル
- ウィリー・ガーソン - ダン・カーリン
- ケヴィン・ニーロン - スティーヴ
- ビル・バー - ウォルター
- ヴィク・チャオ - 責任者
- ラリー・ギリアード・Jr - シリラ
- ケン・ダヴィティアン - タクシーの運転手
- P・J・バーン - モシェ・シュワルツ
- アルフォンソ・マコーリー - プーキー
- ブライアン・カレン - ドラッグの売人
- ティグ・ノタロ - 女性
- ニーシー・ナッシュ - バスの運転手
- デヴォン・マクドナルド - ハルク

## 製作
2012年12月6日、スティーヴン・ブリル監督の新作映画にエリザベス・バンクスとジェームズ・マースデンが出演することになったと報じられた。12日、ケン・ダヴィティアンの出演が決まったとの報道があった。18日、ビル・バー、ウィリー・ガーソン、ラリー・ギリアード・Jr、オリヴァー・ハドソン、ケヴィン・ニーロン、ティグ・ノタロ、イーサン・サプリー、サラ・ライトがキャスト入りした。

## マーケティング・興行収入
当初、フィルム・ディストリクトは本作を2013年9月20日に全米公開する予定だったが、後に公開日は2014年3月14日へと延期された。その後、本作の配給権はフォーカス・ワールドへと売却され、同社は本作を2014年4月25日に全米公開すると発表した。しかし、結局、本作は同年5月2日に全米公開された。
2014年1月15日、本作のオフィシャル・トレイラーが公開された。5月2日、本作は全米51館で限定公開され、公開初週末に3万9751ドル（1館当たり779ドル）を稼ぎ出し、週末興行収入ランキング初登場47位となった。

## 評価
本作は批評家から酷評されている。映画批評集積サイトのRotten Tomatoesには25件のレビューがあり、批評家支持率は12%、平均点は10点満点で3.72点となっている。サイト側による批評家の見解の要約は「ストーリーに一貫性がなく、面白くもない上に、ミソジニーの塊でもある。『恋するブロンド・キャスター』はその原題（Walk of Shame）通り、映画館に行って鑑賞すること自体が恥になる映画である。」となっている。また、Metacriticには13件のレビューがあり、加重平均値は25/100となっている。